# Sylvie Jenaly
Sylvie Jenaly est une gouvernante et animatrice de télévision française. Elle est connue pour être à la tête de la version française de Super Nanny, une émission de téléréalité diffusée sur TFX.

## Biographie
Originaire de Haute-Savoie, Sylvie Jenaly mène ses études à l'école hôtelière de Lausanne en Suisse,. Diplômée puis embauchée dans un hôtel de luxe, c'est en effectuant au sein de ce dernier un remplacement d'une amie qui officiait auprès d'une famille qu'elle constate son attrait pour l'éducation des enfants,,. Sa carrière de gouvernante est dès lors lancée.
Son passé dans le milieu du luxe doublé de sa rigueur font qu’elle officie d'abord dans des établissements de prestige puis auprès de familles aisées de Haute-Savoie et en Suisse au fur et à mesure de son expérience croissante. Elle exercera aussi dans plusieurs pays d'Europe et du monde,.
Sa carrière prend un tournant différent lorsque son agence est contactée par l’émission Super Nanny afin de prendre la suite de Cathy Sarraï, décédée début 2010, qui incarnait le programme dès lors arrêté. Ce dernier ayant été racheté par le groupe TF1 après avoir été diffusé sur M6, Sylvie Jenaly fait ainsi ses débuts télévisuels le 11 novembre 2013 sur la chaîne NT1. Téléréalité existante depuis 2005 en France, le principe est de suivre Sylvie Jenaly venant en aide auprès de familles désorientées dans l’éducation de leurs enfants.
À partir d'août 2016, l'émission est dorénavant diffusée sur TF1.
En novembre 2016, elle fait l'objet d'une plainte accompagnée d’une pétition au Conseil supérieur de l’audiovisuel (CSA) ; ce dernier déclarera par la suite ne pas avoir « relevé de manquement »,.
En 2017, Super Nanny est de nouveau diffusé sur NT1 (renommée TFX en 2018). En septembre de cette même année paraît son premier livre intitulé On ne naît pas parent, on le devient,.
Elle annonce en juin 2019 sa mise en retrait du programme, après avoir obtenu un accord de la production, afin de retrouver à plein temps son métier de gouvernante. Ainsi, la Haut-Savoyarde s'établit durant deux années en Afrique centrale pour travailler auprès d'une famille présidentielle.
Fin 2021, elle fait son retour dans l’émission Super Nanny diffusée sur TFX,.
En juin 2022, la Thononaise décide de prendre sa retraite en tant que gouvernante tout en continuant de prendre part à Super Nanny,.
En 2024 est diffusée la 10e saison de Super Nanny avec Sylvie Jenaly à sa tête.

## Vie privée
Très discrète sur sa vie privée, Sylvie Jenaly a malgré tout dévoilée être mère d'une fille née en 1986 et d'un fils né en 1988. Elle est également grand-mère de trois petites filles.

## Engagement
Sylvie Jenaly est ambassadrice de l'association Gueriduncancer, qui intervient dans le domaine de la lutte contre le cancer chez l'enfant,.